# Xanthoparmelia subloxodella
Xanthoparmelia subloxodella är en lavart som först beskrevs av Elix & Kantvilas, och fick sitt nu gällande namn av O. Blanco, A. Crespo, Elix, D. Hawksw. & Lumbsch. Xanthoparmelia subloxodella ingår i släktet Xanthoparmelia och familjen Parmeliaceae.   Inga underarter finns listade i Catalogue of Life.